# Рентабельність інвестицій
ROI (від англ. return on investment), також відомий як ROR (від англ. rate of return — рентабельність) — фінансовий коефіцієнт, який ілюструє рівень прибутковості або збитковості бізнесу, враховуючи суму зроблених в цей бізнес інвестицій. ROI зазвичай виражається у відсотках, рідше — у вигляді дробу. Цей показник може також мати такі назви: прибуток на інвестований капітал, прибуток на інвестиції, повернення інвестицій, прибутковість інвестованого капіталу, норма прибутковості.
Коефіцієнт рентабельності активів (рентабельність інвестицій) (return on investment) показує, скільки грошових одиниць було потрібно підприємству для отримання однієї грошової одиниці прибутку. Цей показник є одним з найважливіших індикаторів конкурентоспроможності.
Якщо період розрахунку дорівнює року, при обчисленні коефіцієнта використовується річна величина прибутку і середньорічна сума активів. Для розрахунку за період місяць, квартал або півріччя, сума прибутку множиться, відповідно, на 12, 4 або 2. При цьому використовується середня за розрахунковий період величина сумарних активів.
Показник ROI є відношенням суми прибутку або збитків до суми інвестицій. Значенням прибутку може бути процентний дохід, прибуток / збитки за бухгалтерським обліком, прибуток / збитки з управлінського обліку або чистий прибуток / збиток. Значенням суми інвестицій можуть бути активи, капітал, сума основного боргу бізнесу та інші виражені в грошах інвестиції.
Розраховується за формулою:
ROI = (Прибуток + (Ціна продажу - ціна придбання) / Ціна придбання) * 100%
де: Прибуток — доходи, отримані за час володіння активом; 
Ціна придбання — ціна, по якій був придбаний актив; 
Ціна продажу — ціна, за якою був проданий (або може бути проданий) актив по закінченні строку володіння.
При аналізі фінансової звітності компаній терміном ROI часто називають або групу фінансових показників, що характеризують рентабельність різних складових капіталу, або показник рентабельності інвестованого капіталу (ROIC).
Згідно з міжнародними стандартами бізнес-планування застосовується як один з фінансових показників ефективності бізнес-планів